# シロソ砦
シロソ砦（シロソとりで、英語: Fort Siloso）は、シンガポール南部セントーサ島（旧称ブラカンマティ島）の西端に築かれた要塞である。
1880年代、イギリス軍がシンガポール港防御のため建造した。1942年2月のシンガポールの戦いで陥落し、1945年まで日本軍の捕虜強制収容所として使われた。
現在博物館「シロソ砦戦争記念館」として公開されている。

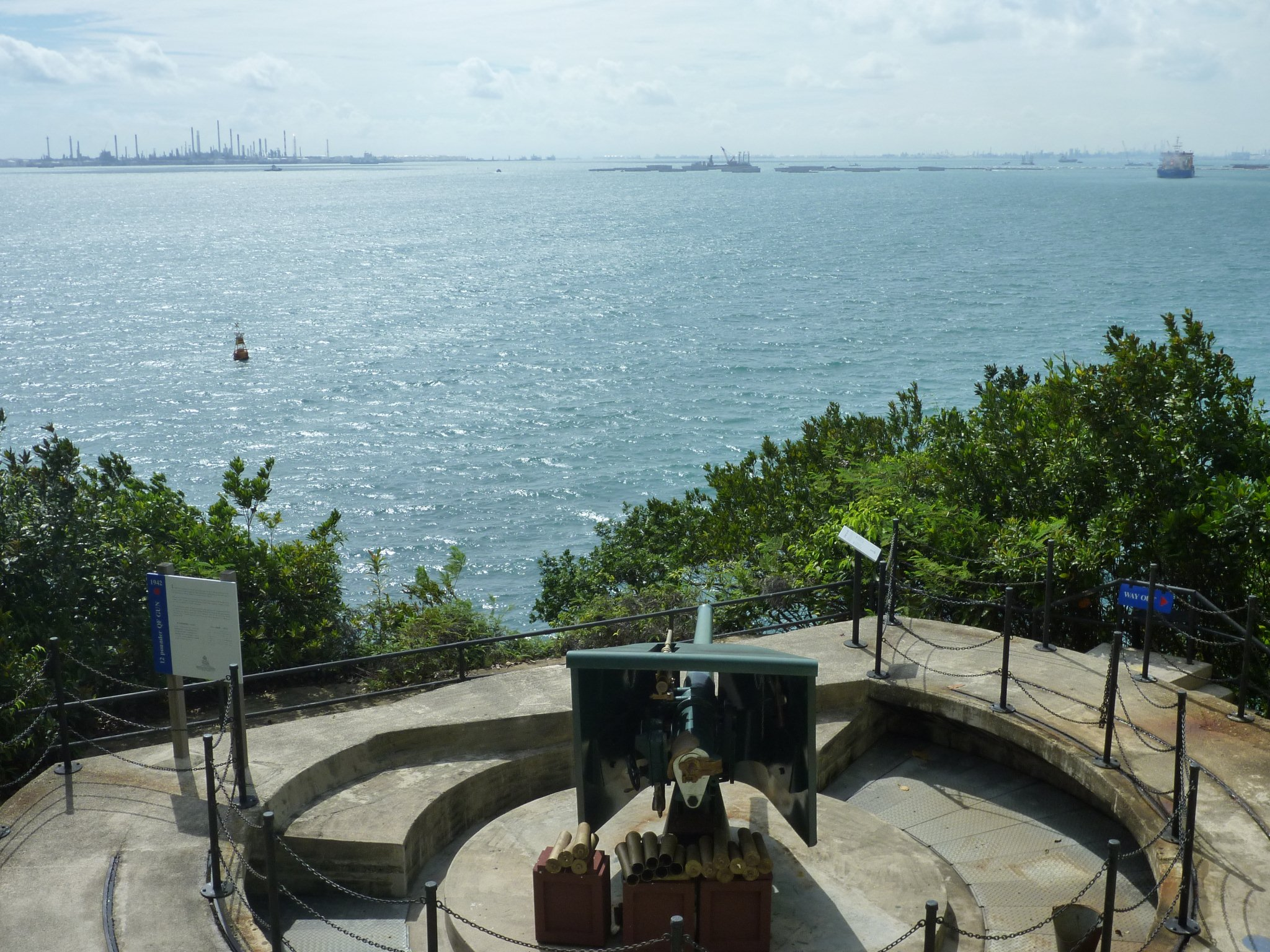
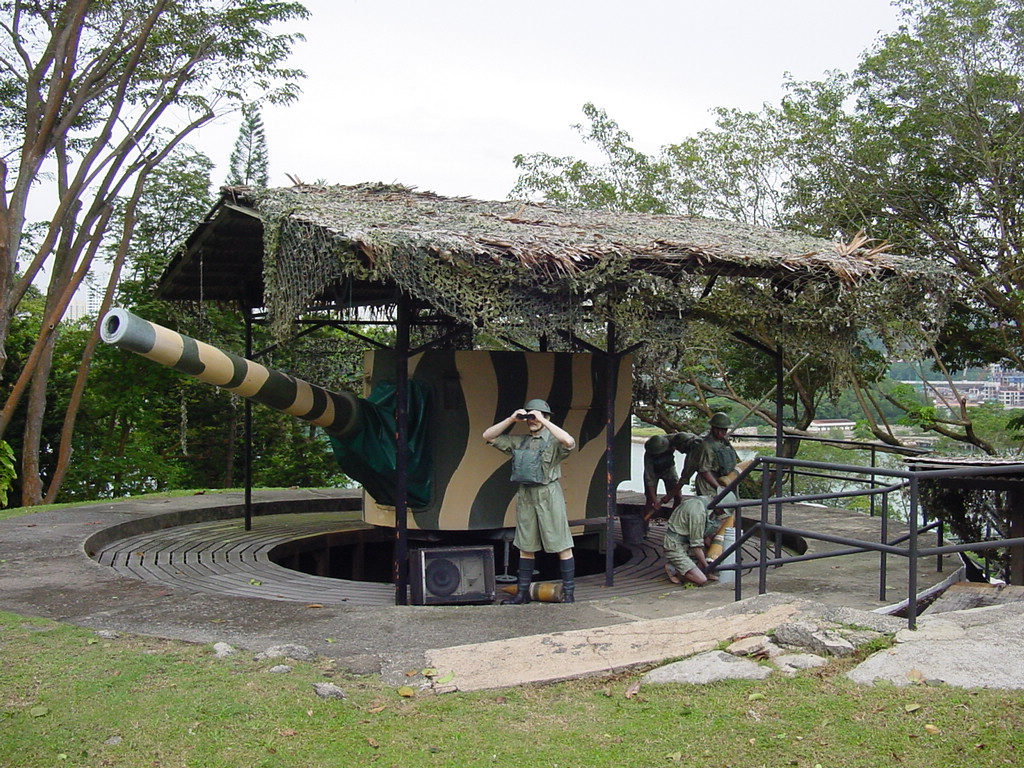
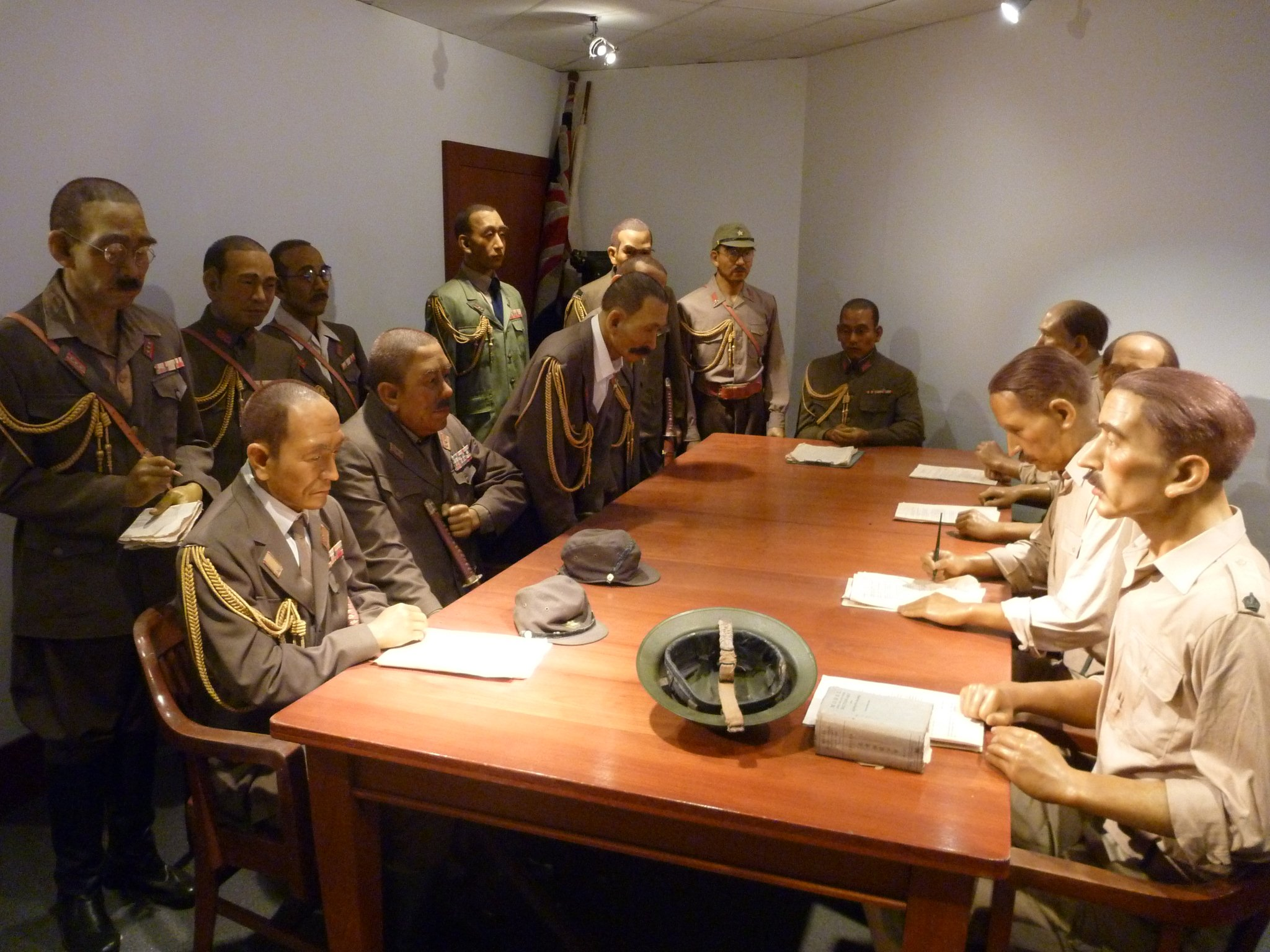
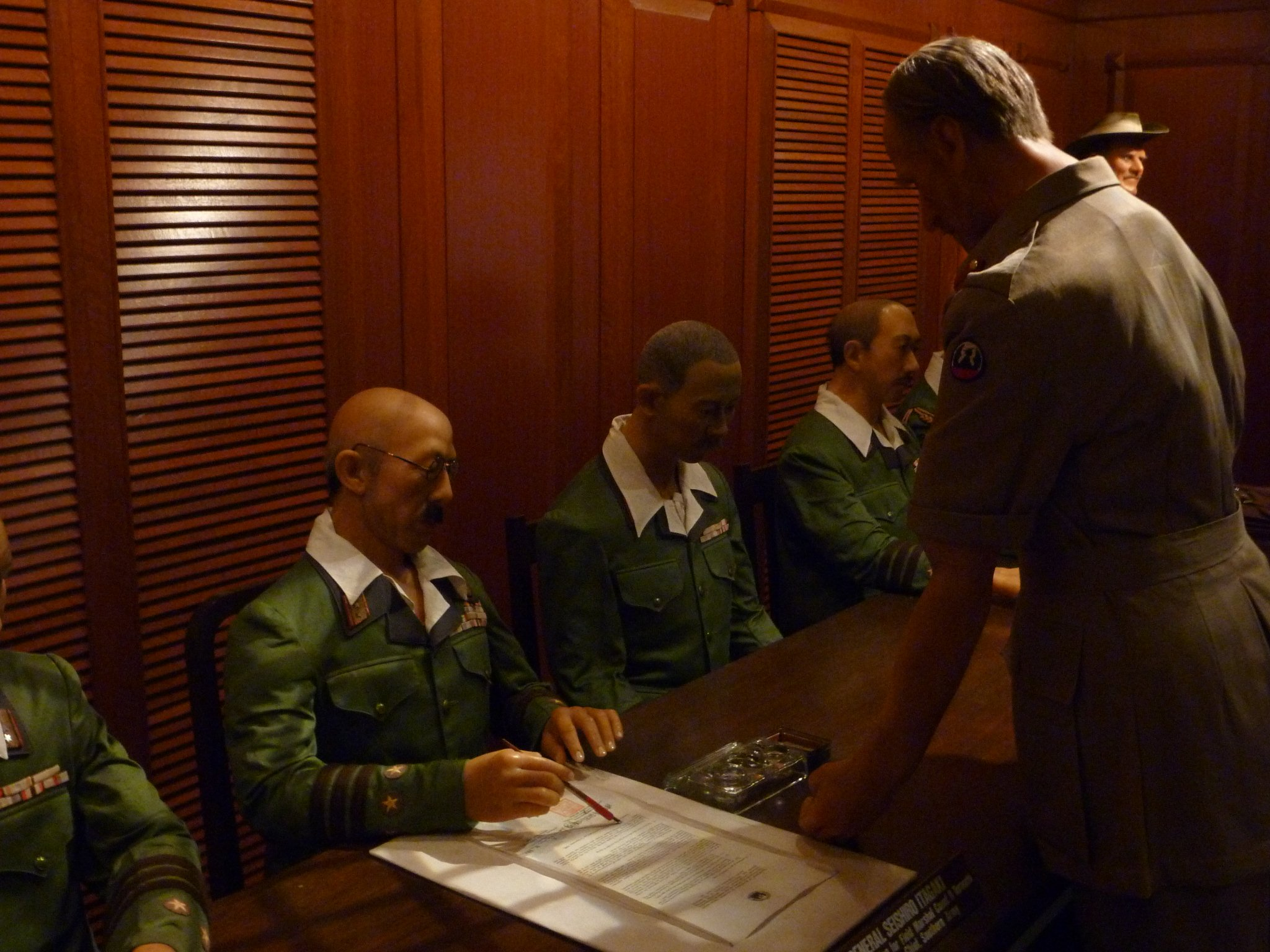

日本画家吉岡堅二は、1944年、当地での戦闘を題材にした戦争画「ブラカンマティ要塞の爆撃」を描いた。